# Clive Everton
Clive Harold Everton MBE (* 7. September 1937; † 27. September 2024) war ein walisischer Journalist, Autor und Snookerkommentator und -spieler. Der Autor von mehr als zwanzig Büchern war nach einer langen Amateurzeit zwischen 1981 und 1993 zwölf Saisons lang Profispieler und arbeitete schon davor als Journalist und Snookerkommentator für den Guardian und die BBC und fungierte als Gründer und Herausgeber der Fachzeitschrift Snooker Scene.

## Karriere als Snooker- und English-Billiards-Spieler
In seiner Jugend galt Everton als ausgezeichneter English-Billiards-Spieler, da er sowohl die britische U16- als auch die U19-Meisterschaft und in der gleichen Disziplin fünf Mal die walisische Meisterschaft gewann sowie fünf Mal das Finale des englischen Pendants erreichte. Des Weiteren erreichte er zwei Mal das Halbfinale der IBSF World Billiards Championship und war zeitweise als Nummer neun der Welt gelistet. Hinsichtlich des Snookers gewann er die Amateurmeisterschaft der Midlands, zusätzlich spielte er auf lokaler Ebene Tennis.

### Anfänge als Amateur
Im Jahr 1955 trat Everton erstmals in Erscheinung, als er an der Qualifikation für die English Amateur Championship teilnahm, wo er Jack Fitzmaurice besiegte und in der fünften Runde an Maurice Suckling scheiterte. Nachdem er 1960 im gleichen Wettbewerb in der vierten Runde gegen John Price verloren hatte, verlor er im nächsten Jahr erst in der zweiten Runde der walisischen Snooker-Meisterschaft gegen Terry Parsons und dann in der vierten Runde der English Amateur Championship gegen Cliff Wilson. 1961 nahm er nochmals an der English Amateur Championship, schied diesmal jedoch schon in der dritten Runde aus.
Es dauerte neun Jahre, bis Everton eine erneute Teilnahme wagte. Zwischenzeitlich hatten die Organisatoren der English Amateur Championship durch die höhere Teilnehmerzahl beschlossen, zwei Ausscheidungswettbewerbe durchzuführen, deren Sieger im Endspiel um die Meisterschaft aufeinander trafen. Everton nahm als Waliser am südlichen Wettbewerb teil und verlor bei seiner Erstteilnahme 1971 im Achtelfinale gegen Roger Fletcher. Auch ein Jahr später kam er nicht über das Achtelfinale hinaus und unterlag in dieser Runde John Beech, ehe er 1976 sowohl das Viertelfinale der walisischen Snooker-Meisterschaft als auch das Viertelfinale des Ausscheidungswettbewerbes erreichte. Nur ein Jahr später gelang Everton der Einzug ins Finale des Ausscheidungswettbewerbs, das er allerdings mit 1 : 8 gegen den späteren Weltmeister Terry Griffiths verlor. 1979 machte er seine erste Erfahrung mit Spielen auf der Profitour, als er an den Canadian Open teilnahm, wo er direkt gegen den Amateur Gordon Tekatch verlor. Schließlich wurde er ein paar Jahre später, zur Saison 1981/82, Profispieler auf der Profitour. Allerdings verdiente Everton während seiner gesamten Karriere lediglich 3.075 Pfund Sterling, sodass seine journalistischen Tätigkeiten seine Haupteinnahmequelle blieben.

### Erste Profijahre
Am Anfang seiner ersten Profisaison kam Everton sowohl bei den International Open als auch bei der UK Championship durch Siege über Kingsley Kennerley beziehungsweise Matt Gibson eine Runde weiter. In der zweiten Runde schied er dann jeweils aus, durch Niederlagen gegen Mike Watterson respektive Jimmy White. Zum Saisonende beim Bass and Golden Leisure Classic profitierte er von der kampflosen Aufgabe von John Phillips, bevor er auch dort ausschied. Zudem nahm er im Verlauf der Saison an drei weiteren Turnieren teil, ohne jedoch ein Spiel zu gewinnen. Dadurch verfehlte Everton einen Weltranglistenplatz und war so auch in der folgenden Saison ohne Position.
In der nächsten Saison verschlechterten sich Evertons Ergebnisse zusehends: Von fünf Auftaktspielen gewann Everton nur eines – beim Professional Players Tournament gegen Patsy Fagan –, bevor er auch dort ausschied. Dabei waren seine Niederlagen meist deutlich, so verlor er in der Qualifikation für die Snookerweltmeisterschaft mit 1 : 10 gegen seinen Landsmann Cliff Wilson oder bei der UK Championship mit 4 : 9 gegen Tommy Murphy. Allerdings belegte Everton durch den Sieg beim Professional Players Tournament für die kommende Saison den 47. Weltranglistenplatz. Dieser blieb für den Rest seiner Karriere die beste Weltranglistenplatzierung, da er danach mit jeder Saison auf der Weltrangliste zurückfiel.

### Letzte Jahre in den Top 100
Auch in den folgenden beiden Saisons 1983/84 und 1984/85 konnte Everton seine Ergebnisse nicht verbessern: In jeder Saison verlor er sechs von sieben Auftaktspielen, meist deutlich und teilweise mit Whitewashs, lediglich beim International Masters 1984 gegen Paddy Morgan und beim Grand Prix gegen Pat Houlihan überstand er jeweils eine Runde, bevor er auch dort aus dem Turnier ausschied. Auf der Weltrangliste verlor er in beiden Saisons jeweils 13 Plätze, sodass er ab 1984 auf Rang 60 und ab 1985 auf Rang 73 geführt war.
In den folgenden beiden Saisons 1985/86 und 1986/87 nahm seine Niederlagenserie einen neuen Höchststand ein, als Everton sieben beziehungsweise sechs Auftaktspiele verlor und lediglich beim Classic ein Spiel durch die kampflose Aufgabe von Eddie McLaughlin gewann. Auf der Weltrangliste fiel er infolgedessen erst auf Rang 100 und nach den beiden Saisons auf Rang 112.
Im Laufe der nächsten Saison verlor Everton erneut sieben Auftaktspiele, jedoch konnte er beim Classic gegen Jim Meadowcroft wieder ein Spiel aus eigener Kraft gewinnen – zum letzten Mal in seiner Karriere. Hinsichtlich der Niederlagen erlitt Everton erneut zwei White-washs sowie unter weiteren eine 1:10-Niederlage gegen Ian Graham bei den Professional Play-offs. Auf der Weltrangliste verlor er nur acht Plätze, sodass er in der folgenden Saison auf dem 120. Platz geführt war.

### Letzte Profijahre
Mit der Saison 1988/89 nahm die Niederlagenserie ihren Lauf: Everton trat bei neun Turnieren an und verlor neun Auftaktspiele, unter anderem mit fünf White-washs. Auf der Weltrangliste verlor er zwölf weitere Plätze. Nach und nach wurden Evertons Leistungen schlechter, was insbesondere an gesundheitlichen Problemen mit seinem Rücken, seinen Knien sowie mit seinem Sehvermögen lag. So kam es, dass er in der nächsten Saison nur noch an zwei Turnieren teilnahm: Beim Dubai Classic profitierte er noch von der kampflosen Aufgabe Terry Whitthreads, bevor er an Jim Chambers scheiterte. Des Weiteren verlor er in der WM-Qualifikation mit 2 : 10 gegen den Kanadier Brady Gollan. Auf der Weltrangliste verlor er nur zwei weitere Plätze, da die weiteren Spieler unter ihm ebenfalls solche Ergebnisse vorzuweisen hatten.
In der Saison 1990/91 meldete sich Everton immerhin für drei Turniere an, allerdings mit mangelndem Erfolg: Beim Classic verlor er mit 1 : 5 gegen den Schotten Ian Black. Es folgte eine 5:3-Niederlage gegen Mark Wildman bei den British Open. Es war Evertons letztes Profispiel, da er das Match gegen Bill Werbeniuk in der WM-Qualifikation nicht antrat und er im Folgenden kein Profimatch mehr bestritt. Zwar war er in der folgenden Saison auf dem 140. Weltranglistenplatz sowie in der übernächsten Saison ohne Weltranglistenplatz auf der Weltrangliste und somit als Profi geführt, allerdings bestritt er keine Profimatches mehr. Mit dem Ende der Saison 1992/93 verlor er den Profistatus. Während seiner Profikarriere hatte er lediglich etwa 9 % seiner Spiele gewonnen.

### Weitere Karriere als Spieler sowie als Funktionär
Auch über sein Karriereende als Snookerspieler hinaus war er Profispieler im English Billiards, mindestens bis Anfang der 2000er-Jahre. In den 2010ern trat er mehrfach als Amateur-English-Billiards-Spieler in Erscheinung.
Mitte 1997 wurde Everton Vorsitzender des English-Billiards-Komitee der World Professional Billiards & Snooker Association. Darüber hinaus war er auch Mitglied im Vorstand der WPBSA. Den Posten beim English-Billiards-Komitee verlor er bereits nach einem halben Jahr nach Streitigkeiten mit anderen Funktionären, den Posten im WPBSA-Vorstand behielt er aber noch einige Zeit.

## Journalismus und Fernsehen
Noch vor seiner aktiven Zeit als Profispieler gründete Everton 1971 die monatlich erscheinende Fachzeitschrift Snooker Scene, die aus dem Zusammenschluss der Billiards and Snooker und der World Snooker entstanden war. Seit 1971 war Everton Herausgeber und einer der Autoren der Zeitung, die zu den bedeutendsten Snooker-Zeitschriften wurde. Bekannt wurde das Magazin vor allem für seine kritische Haltung gegenüber dem professionellen Weltverband. Erst im Alter von 85 Jahren gab Everton nach 619 Ausgaben die Leitung des Magazin ab. Im Jahr 1976 wurde er der Snooker-Korrespondent des Guardians, später folgten Engagements bei der Sunday Times und in der Sonntagsausgabe des Independent.
Anfang der 1970er-Jahre war der ITV-Kommentator Ted Lowe zur BBC gewechselt und Everton bekam nach einem Vorstellungsgespräch bei Thames Televison den Job. Als die BBC 1978 im Zuge des Umzugs der Snookerweltmeisterschaft ins Crucible Theatre verstärkt Snookerspiele im TV übertrug und Lowe Unterstützung brauchte, wurde Everton ins BBC-Team übernommen und schnell neben Lowe zu einem der führenden Kommentatoren. In dieser Tätigkeit wurde er als The Voice of Snooker bekannt, da er über 30 Jahre lang zahlreiche große Momente des Sportes am Kommentatorenpult begleitete. Anschließend arbeitete er für weitere Sender wie ITV und begleitete als Kommentator Ronnie O’Sullivans 1000. Century Break im Finale der Players Championship 2019. Zudem berichtete er für zahlreiche Radios der BBC und versorgte mit Everton’s News Agency nationale und regionale Zeitungen mit Informationen. Nach der Snookerweltmeisterschaft 2009 wurde er nach über 30 Jahren im Rahmen einer BBC-Kampagne für mehr prominente Kommentatoren im Kommentatorenteam degradiert, nachdem er bereits nach der WM 2008 ausgeschieden war und erst nach einem Gespräch mit dem Chef von BBC Sport für zwei weitere Turniere sowie für die WM 2009 engagiert wurde. Schuld daran soll Evertons „traditioneller“ Stil gewesen sein, der der BBC nicht mehr passte, sodass er nicht mehr weiter Spiele kommentieren konnte. Anschließend setzte Everton seine Kommentatorenkarriere bei Turnieren von Matchroom Sport wie der Championship League oder bei Eurosport-Übertragungen fort.
Des Weiteren war Everton Autor von über 20 Büchern, so wurde er mit seiner Autobiografie Black Farce and Cue Ball Wizards in die engere Wahl für den British Sports Book of the Year Award des Jahres 2008 genommen.
Everton verstarb am 27. September 2024 nur wenige Wochen nach seinem 87. Geburtstag.

## Ehrungen
Im Jahr 2017 wurde Everton zusammen mit dem sechsfachen WM-Finalisten Jimmy White als erste und bislang einzige Persönlichkeit des Fernsehens bzw. einziger Journalist in die Snooker Hall of Fame aufgenommen. Im Rahmen der Queen’s Birthday Honours am 8. Juni 2019 wurde Everton für seine Verdienste für den Snookersport zum Member of the Order of the British Empire der zivilen Schiene erhoben. Kurz vor der Ausgabe 2022 gab der Weltverband bekannt, dass die Trophäe der professionellen British Open zukünftig Clive Everton Trophy heißen werde.

## Trivia
Bis zum letzten Tag der Snookerweltmeisterschaft 2007 war Everton an jedem Tag, an dem seit 1977 die WM im Crucible gespielt wurde, anwesend, bis er sich beim Duschen im Hotel eine Schenkelhalsfraktur zuzog und dadurch die letzten beiden Sessions, also den letzten Tag des Endspiels verpasste.

## Erfolge
| Ausgang                    | Jahr      | Turnier                                    | Finalgegner       | Ergebnis  |
| -------------------------- | --------- | ------------------------------------------ | ----------------- | --------- |
| English-Billiards-Turniere |           |                                            |                   |           |
| Sieger                     | 1953      | Britische U16-Meisterschaft                | Jack Lambert      | 400:197   |
| Zweiter                    | 1955      | Britische U19-Meisterschaft                | Donald Scott      | 360:538   |
| Sieger                     | 1956      | Britische U19-Meisterschaft                | Granville Hampson | 429:277   |
| Sieger                     | 1960      | Walisische English-Billiards-Meisterschaft | P. J. Morris      | unbekannt |
| Zweiter                    | 1967      | English Amateur Billiards Championship     | Leslie Driffield  | 2328:3395 |
| Zweiter                    | 1968      | English Amateur Billiards Championship     | Mark Wildman      | 2540:2652 |
| Zweiter                    | 1971      | Walisische English-Billiards-Meisterschaft | Roy Oriel         | unbekannt |
| Sieger                     | 1972      | Walisische English-Billiards-Meisterschaft | Roy Oriel         | unbekannt |
| Sieger                     | 1973      | Walisische English-Billiards-Meisterschaft | John Terry        | 1156:478  |
| Zweiter                    | 1973      | English Amateur Billiards Championship     | Norman Dagley     | 1976:2804 |
| Zweiter                    | 1974      | Walisische English-Billiards-Meisterschaft | Roy Oriel         | 1535:1256 |
| Zweiter                    | 1975      | Walisische English-Billiards-Meisterschaft | Roy Oriel         | unbekannt |
| Sieger                     | 1976      | Walisische English-Billiards-Meisterschaft | Roy Oriel         | 1774:1447 |
| Zweiter                    | 1976      | English Amateur Billiards Championship     | Bob Close         | 2194:2413 |
| Zweiter                    | 1980      | English Amateur Billiards Championship     | Norman Dagley     | 2172:2825 |
| Sieger                     | unbekannt | Walisische English-Billiards-Meisterschaft | unbekannt         | unbekannt |
| Snooker-Amateurturniere    |           |                                            |                   |           |
| Zweiter                    | 1977      | English Amateur Championship – South       | Terry Griffiths   | 1:8       |

## Werke (Auswahl)
- Clive Everton: Better Billiards and Snooker. Littlehampton Book Services Ltd, Worthing 1976, ISBN 0-7182-1441-2, S. 96.
- Clive Everton: Story of Billiards and Snooker. Littlehampton Book Services Ltd, Worthing 1979, ISBN 0-304-30373-9, S. 192.
- Clive Everton: Snooker and Billiards: Techniques, Tactics, Training. The Crowood Press Ltd, Ramsbury 1991, ISBN 1-85223-480-6, S. 128.
- Clive Everton: Black Farce and Cue Ball Wizards: The Inside Story of the Snooker World. Mainstream Publishing, Edinburgh 2007, ISBN 978-1-84596-199-2, S. 400.
- Clive Everton: Snooker and Billiards: Skills - Tactics - Techniques - Second Edition. The Crowood Press Ltd, Ramsbury 2014, ISBN 978-1-84797-792-2, S. 96.
- Clive Everton: Simply the Best: A Biography of Ronnie O’Sullivan. Pitch Publishing, Vereinigtes Königreich 2019, ISBN 978-1-78531-444-5, S. 384.